# Dråben i havet
Dråben i havet er en dansk dokumentarfilm fra 1985, der er instrueret af Lars Brydesen efter manuskript af Jens Ole Højmann.

## Handling
Hvert år fanges der i Nordsøen omkring 2.600.000 tons fisk og skaldyr. Hvert år dumpes der i Nordsøen omkring 16 millioner tons industriaffald og 100.000 tons havneslam. Hvert år afbrændes på Nordsøen 100.000 tons giftige kemikalier. Hvert år modtager Nordsøen 400.000 tons olie og boreslam. Nogen kalder det en dråbe i havet. Filmen inviterer på en chockrejse i Nordsøen. Turen går fra Cheminova på den jyske vestkyst, gennem Esbjerg, ned til Elben, gennem Hamburgs havn, til Wesers og Rhinens udmunding, til øen Texel ud for Holland og til Grimsby i England. Temaet er forurening og dens konsekvenser for fisk, sæler ... og mennesker.